# Timanthes (Maler)
Timanthes (altgriechisch Τιμάνϑης) war ein auf der Insel Kythnos geborener griechischer Maler, der in der 2. Hälfte des 5. Jahrhunderts v. Chr. tätig war.
Timanthes’ Herkunft von Kythnos wird bei Quintilian überliefert, während Eustatios als Geburtsort Sikyon angibt und ihn wohl mit dem Maler gleichen Namens des 3. Jahrhunderts v. Chr. verwechselt.
Cicero zählt ihn zusammen mit Polygnotos und Zeuxis zu den Malern, die nicht mehr als vier Farben in ihren Gemälden einsetzten.
Timanthes war Zeitgenosse und Konkurrent der Maler Zeuxis, Androkydes, Eupompos und Parrhasios. Im Wettstreit auf Samos mit Parrhasios schuf er ein Gemälde, das der Aithiopis und der Kleinen Ilias folgend Ajax und Odysseus im Streit um die Waffen Achills zeigte. Timanthes gewann mit großer Mehrheit der Stimmen. Parrhasios soll im Namen seines gemalten Helden Ajax mit den Worten reagiert haben, es sei „eine Schande zum zweiten Mal von einem unwürdigen Gegner überwunden worden zu sein.“
Sein in der antiken Literatur am häufigsten genanntes Bild schuf er hingegen im wiederum siegreichen Wettstreit mit dem ansonsten unbekannten Kolotes von Teos. Das Thema war die Opferung der Iphigenie in Aulis. Über alles gelobt wurde seine in dem Bild zur Geltung kommende Fähigkeit, sein Genie, den empfundenen Schmerz der an der Opferung Beteiligten in unterschiedlichem Grad darzustellen. So wurde etwa Menelaos, Onkel der Iphigenie, nur voller Gram dargestellt. Nachdem er alle Grade der Traurigkeit durchgespielt hatte, blieb ihm für die Darstellung des am meisten beteiligten Agamemnon nur noch, das Gesicht zu verhüllen, weil er sich außer Stande fühlte, noch eine angemessene Steigerung des Ausdrucks umzusetzen.
Eine Vorstellung von dem vielgerühmten Bild glaubt man einem Wandgemälde aus der Casa del Poeta Tragico in Pompeji, heute im Nationalmuseum in Neapel, entnehmen zu können, das die Opferung Iphigeniens der antiken Überlieferung folgend darstellt.
An weiteren Werken werden in Ephesos der Tod des Palamedes, ein schlafender Kyklop mit Satyrn erwähnt, letzterer eine Miniatur auf einem Täfelchen und die Satyrn darauf so groß wie ein Daumen.
Laut Plinius war Timanthes ein Künstler, in dessen Werk durch die Pinselführung immer etwas mehr steckte als im Ausdruck zur Geltung kam und dessen Ausführung, obwohl von höchster Qualität, immer von seinem Ideenreichtum überholt wurde. Er soll ein all seine Fähigkeiten zusammenfassendes Meisterwerk, das Gemälde eines Heros, geschaffen haben, das sich zu Plinius’ Zeit im Templum Pacis in Rom befand. In ihm habe er die Kunst der Konturzeichnung auf den höchsten Punkt der Perfektion gebracht. Die Formulierung bei Plinius erinnert an das Werk des Bildhauers Polyklet, der etwa zur gleichen Zeit, im späteren 5. Jahrhundert v. Chr. seinen Kanon geschaffen hatte, auch er – wenn denn statuarisch ausgeführt – eine ins Werk umgesetzte Fassung allen Könnens und ihrer theoretischen Grundlagen. Plinius steht mit seinem enthusiastischen Lob nicht allein und bereits Cicero rühmte Timanthes’ Formgebung und Linienführung neben denen Polygnots und des Zeuxis: formas et liniamenta laudamus.